# Psecadius
Psecadius is een geslacht van kevers uit de familie van de loopkevers (Carabidae). De wetenschappelijke naam van het geslacht is voor het eerst geldig gepubliceerd in 1911 door Alluaud.

## Soorten
Het geslacht Psecadius omvat de volgende soorten:
- Psecadius alluaudi (Vuillet, 1911)
- Psecadius eustalactus (Gerstaecker, 1866)
- Psecadius eximius (Sommer, 1852)
- Psecadius oberthueri (Gestro, 1895)